# Naresh Kanodia
Naresh Kanodia (Mahesana, 20 de agosto de 1943-Ahmedabad, 27 de octubre de 2020) fue un actor de cine y músico indio.

## Primeros años
Naresh Kanodia nació el 20 de agosto de 1943 en la aldea de Kanoda (ahora distrito de Patan, Guyarat) durante el Raj británico, en una familia de trabajadores pobres del molino de Mithabhai Kanodia.

## Carrera
Comenzó a actuar como cantante de teatro y bailarín junto con su hermano mayor Mahesh Kanodia. Son una de las parejas musicales de éxito en la industria cinematográfica de Gujarati, conocida como Mahesh-Naresh. Durante la década de 1980, él y su hermano fueron la primera pareja gujarati en viajar al extranjero y actuar como artistas escénicos en lugares como África, América y algunos otros países del continente asiático. Kanodia inició su carrera con la película "Veli Ne Avya Phool" (1970). El mismo año también jugó un papel secundario en la película "Jigar y Ami". Ha actuado en 314 películas gujarati.
Algunas de sus películas populares son "Jog Sanjog", "Kanku Ni Kimat", "Laju Lakhan", "Unchi Medina Uncha Mol", "Raj Rajvan", "Man Saibani Medie", "Dhola Maru", "Meru Malan", "Maa Baap Ne Bhulsho Nahi", "Rajveer". La carrera de Naresh Kanodia abarca cuatro décadas y ha trabajado con muchas actrices destacadas como Snehlata, Aruna Irani, Roma Manek. Naresh Kanodia, junto con Upendra Trivedi, Asrani, Kiran Kumar representan la generación anterior del cine gujarati que pasó a actuar en muchas películas exitosas en los años 80 y 90. 
Fue miembro de la Asamblea Legislativa de Gujarat en representación de la circunscripción de Karjan de 2002 a 2007.
Sauna Hridayma Hammesh: Mahesh-Naresh, un libro gujarati autobiográfico sobre el dúo se publicó en 2011.

## Vida personal
Se casó con Rima Kanodia y tuvieron dos hijos, Hitu Kanodia y Suraj Kanodia. Hitu Kanodia también es actor y político. Su hermano Mahesh Kanodia era un músico, cantante y político gujarati.
Falleció el 27 de octubre de 2020 a los sesenta y siete años en el Instituto de Cardiología y Centro de Investigación Mehta de la ONU en Ahmedabad después de contraer COVID-19, dos días después de su hermano mayor Mahesh.

## Premios
Naresh Kanodia había recibido el premio Dadasaheb Phalke Acadamy. El premio se entregó en una ceremonia celebrada en Mumbai en 2012 para conmemorar el centenario del cine indio.

## Filmografía seleccionada
- Akhand Chudalo (1980)
- Angne Vage Ruda Dhol
- Aanganiya Sajavo Raj
- Bap Dhamal Dikara Kamal
- Bhathiji Maharaj
- Beni Huto Barbar varse aaviyo
- Dhola Maru (1983)
- Daladu Lagyu Sayba Na Desh Ma (2002)
- Daladu Didhu Kartakna Melama
- Daldan Lidha Chori Raj
- Dholi (1982)
- Dholi Taro Dhol Waage
- Dewana Dushman (2014)
- Dodh Dahya (1983)
- Dukhada Khame E Dikari
- Govaliyo
- Garavo Gujarati
- Hal Bheru America
- Halo Aapna Malak Man
- Jode Rejo Raj
- Jog Sanjog
- Jugal Jodi (1982)
- Jagya Tyathi Sawaar (1981)
- Kadla Ni Jod
- Khodiyar Chhe Jogmaya
- Kanku Ni Kimat (1983)
- Kanto Vagyo Kadje
- Kesar Chandan
- Ladi Lakhni Saybo Sava Lakhno
- Laju Lakhan
- Lakhtar Ni Ladi Vilayat No Var
- Lohibhini Chundadi
- Maa Baap Ne Bhulsho Nahi
- Mane Vhalo Dikro, Dikrane Vhali Ma
- Man Saibani Medie
- Mane Rudiye Vala Bapa Sitaram
- Marad No Mandvo (1983)
- Mara Rudiye Rangana Tame Sajana
- Mare Todle Betho Mor
- Mari Laj Rakhje Vira
- Mehndi Rang Lagyo
- Meru Malan
- Meru Mulande
- Moti Verana Chokma
- Narmadane Kanthe
- Odhu To Odhu Tari Chundadi
- Palavade Bandhi Preet
- Pankhida O Pankhida
- Parbhav Ni Preet
- Paras Padamani
- Pardeshi Maniyaro
- Preetna Sogandh
- Preet Pangre chori chori
- Preet Sayaba Na Bhulay
- Prem Gori Taro Kem Kari Bhulay
- Patel Ni Patelai Ane Thakor Ni Khandani (2016)
- Radhiyali Rat
- Raj Kunvar
- Raj Rajvan
- Raj Ratna
- Rajveer
- Rudo Rabari
- Sharadpoonamni Rat
- Sherne Mathe Savasher
- Sathiya Puravo Raj
- Sajan Haiye Sambhare
- Sajan Tara Sambharna
- Sant Savaiyanath
- Savariya Lai De Ho Rangni Chudi
- Sayba mora
- Sorathno Savaj
- Tahuke Sajan Sambhre
- Tana Riri
- Tane Parki Manu Ke Manu Potani
- Tamere Champo ne ame kel
- Tejal Garasani
- Unchi Medina Uncha Mol
- Uncha Khoradani Khandani
- Ujali meraman
- Vanjari Vav
- Vagya Preetyuna Dhol
- Vagi Kalaje Katari Tara Premni (Guest Artist)
- Vat Vachan Ne Ver (1981)
- Vatno Katko
- Veli Ne Avya Phool
- Veer Bavavalo
- Tamere Champo ne ame ked
- Meru Mudande
- Kaydo
- Dhantya Open (2017)
- Zoolan Morali

Hindi
- Chhota Aadami (Hindi)

Rajasthani
- Dhola Maru (Rajasthani, Dubing Of Dholamaru)
- Biro Hove To Aiso (Rajasthani, Dubing Of Unchi Medina Uncha Mol)